# 纖手折尾蝦
纖手折尾蝦（学名：Uroptychus gracilimanus）为劣柱蝦科折尾蝦屬下的一个种。